# Linda Hazzard

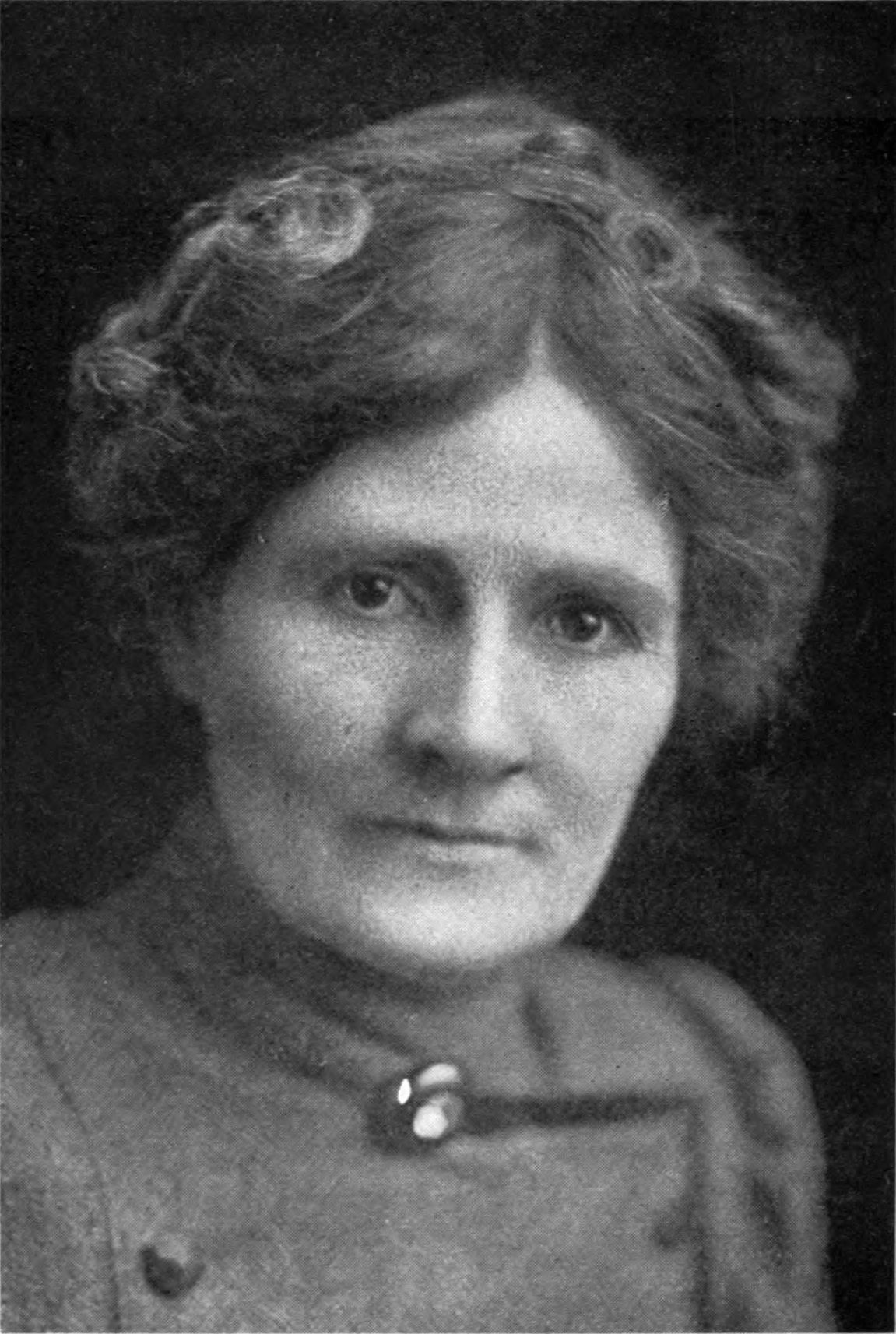
Linda Hazzard, 1912

Linda Laura Hazzard (geb. Burfield; * 18. Dezember 1867 in Carver, Minnesota; † 24. Juni 1938 in Olalla, Washington) war eine US-amerikanische Alternativmedizinerin. Mindestens ein Dutzend ihrer Patienten verhungerten, weswegen sie in der Öffentlichkeit unter dem Spitznamen Starvation Doctor (Hungertod-Doktorin) bekannt war. Sie wurde dennoch zunächst nicht strafrechtlich belangt, da sie gegen keine Gesetze verstieß. Erst 1911 kam es auf Initiative der Hinterbliebenen einer Patientin zu ihrer Verhaftung. Beim Prozess stellte sich heraus, dass Hazzard die Frau absichtlich hatte sterben lassen, um an ihre Besitztümer zu gelangen. Sie erhielt nach einer kurzen Gefängnisstrafe eine Begnadigung und nahm ihre Tätigkeit als Alternativmedizinerin zunächst in Neuseeland und schließlich erneut in den Vereinigten Staaten wieder auf.
Wegen der zahlreichen Todesfälle unter ihrer Obhut galt Hazzard bereits zu Lebzeiten als Betrügerin und Quacksalberin. Da sie mehrere der verstorbenen Patienten um ihren Besitz brachte, wird sie in der Gegenwart häufig als Serienmörderin bezeichnet, die ihre Opfer aus Profitgier tötete. Ihr ehemaliges Grundstück, auf dem sie wohnte und Patienten behandelte, wurde in den 1990er Jahren zu einer Touristenattraktion.

## Frühe Jahre
Linda Burfield wurde als ältestes von sieben Kindern in der Stadt Carver in Minnesota geboren und wuchs dort zunächst auf. Als sie zehn Jahre alt war, zog ihre Familie in die Kleinstadt Star Lake Township im selben Staat. Eines Tages stellte ein Arzt bei ihr und ihren Geschwistern angebliche, potentiell tödliche Darmparasitosen fest. Er verschrieb den Kindern blue mass, unter anderem quecksilberhaltige Tabletten. Infolge der damals noch nicht bekannten Giftigkeit des Inhaltsstoffs litt Burfield unter chronischem, schwerem Brechdurchfall. Als Jugendliche war sie deshalb stark untergewichtig und bekam dagegen das ebenfalls Quecksilber enthaltende Kalomel. Wie Burfield später sagte, habe sie durch die beiden Medikamente irreparable Darmschäden erlitten und viele Zähne verloren, weshalb sie sich seitdem für Alternativmedizin interessierte.
Im Alter von 18 Jahren heiratete Burfield den Unternehmer Erwin Perry aus Fergus Falls. Sie zog dorthin und bekam mit ihm zwei Kinder. 1898 brachte sie die beiden nach der Trennung von ihrem Ehemann bei der Großmutter unter. Im selben Jahr begann Burfield, sich intensiv mit den Lehren des bekannten Arztes Edward H. Dewey auseinanderzusetzen. Nach seiner Vermutung würden alle Krankheiten durch übermäßiges Essen ausgelöst, hingegen könnten psychische Störungen mit lang anhaltendem Fasten geheilt werden. Hazzard stellte darauf basierend eigene Thesen auf. Sie bezeichnete Appetit als ein „nie zu befriedigendes Verlangen“, Hunger hingegen als „stillbares Begehren“. Wahre Gesundheit könne nur durch eine „Ausspülung“ des Körpers, also eine Erholung des Verdauungssystems durch vollständiges, regelmäßiges Fasten, erreicht werden. Zudem führe diese Heilmethode nie zum Tod der Patienten. Vielmehr sei der Tod die unvermeidliche Folge „organischer Unvollkommenheiten“ einiger Betroffener.

## Karriere

### Anfänge in Minneapolis
Burfield eröffnete 1898 in Minneapolis eine Osteopathie-Praxis. Sie behauptete in Annoncen, verschiedenste Krankheiten, beispielsweise Zahnschmerzen, Verstopfung und Syphilis, heilen zu können. Die Therapie beinhaltete harte Schläge, die Burfield als Massage bezeichnete, mehrere Stunden andauernde Einläufe und kochend heiße Bäder. Als Verpflegung erhielten die Patienten nur Brühen und Orangensaft. Für die Zubereitung der Ersteren verwendete Burfield Spargel oder Tomaten, die sie ohne weitere Zutaten in Wasser kochte und nach wenigen Minuten wieder herausnahm.
Eine von Burfields Patientinnen war die – seit einem Schlaganfall – halbseitig gelähmte Gertrude Young. Sie sollte 40 Tage lang fasten und wurde in dieser Zeit von einer Freundin sowie mehreren Krankenschwestern betreut. Sie trank pro Tag eine halbe Tasse Tomatenbrühe oder Orangensaft. Nach einem Monat bekam Young Schweißausbrüche sowie Zitteranfälle und erbrach eine dunkle Substanz. Ihr Zustand verschlechterte sich nach Burfields Rat, die Fenster in ihrer Wohnung trotz der niedrigen Außentemperaturen geöffnet zu lassen. Ein von ihren Betreuerinnen kontaktierter Arzt wies Young an, sofort mit dem Fasten aufzuhören. Sie weigerte sich, da sie weiterhin von der Effektivität der Behandlung überzeugt war, und starb kurz darauf.
Der zuvor gerufene Mediziner ordnete eine Obduktion an der University of Minnesota an. Bei der Toten wurden ein Gewicht von knapp 48 Kilogramm, eine schwere Anämie sowie Verhungern als Todesursache festgestellt. Zudem wurde Burfield von den Angehörigen der Verstorbenen beschuldigt, deren Schmuck gestohlen zu haben, was sie bestritt. Gegenüber der Presse behauptete sie, dass ihre Behandlung erfolgreich gewesen und Young ihrer letztlich unheilbaren Lähmung erlegen war. Trotz des Todesfalls hatte Burfield weiterhin Patienten, da ihre Methoden gelegentlich effektiv waren. Sie wurde außerdem nicht strafrechtlich belangt, weil sie keine zugelassene Ärztin war und daher gegen kein geltendes Gesetz verstoßen hatte.
In dieser Zeit lernte Burfield Samuel Hazzard kennen. Nachdem sie 1904 geheiratet hatten, kam er wegen Bigamie vor Gericht, da er bereits eine Ehefrau in Iowa hatte. Nach Verbüßung seiner Haftstrafe kehrte er zu Linda zurück. Weil sowohl über Youngs Tod als auch über das Bigamie-Verfahren in der örtlichen Presse intensiv berichtet worden war, beschloss das Ehepaar, Minneapolis zu verlassen. Die Hazzards entschieden sich für Seattle als neuen Wohnort, da Personen, die kein Medizinstudium absolviert hatten, in Washington aufgrund einer Bestandsschutz-Regelung als Alternativmediziner zugelassen werden konnten.

### Todesfälle in Seattle
Nachdem Hazzard ihre offizielle Zulassung erhalten hatte, eröffnete sie 1906 eine Praxis in Seattle und erwarb im nahegelegenen, wenig bewohnten gemeindefreien Gebiet Olalla ein knapp 162.000 Quadratmeter großes Grundstück. Sie nannte es Wilderness Heights und lebte nicht nur dort, sondern wollte auch ein Sanatorium bauen, wofür ihre Finanzen aber nicht ausreichten. Deswegen wohnten die Patienten während der Therapie in städtischen Hotels oder kleinen Hütten auf ihrem Grund.
Lenora Wilcox war im September 1907 die erste in Seattle verstorbene Patientin von Hazzard. Sie hatte 47 Tage gefastet. Im Februar 1908 verhungerte Daisey Maud Heglund nach 50 Tagen, konnte jedoch laut der Autopsie wegen ihres Magenkarzinoms ohnehin nicht mehr essen. Im selben Monat starb ein acht Monate altes Mädchen beinahe, weil seine Mutter Hazzards Fastenmethode bei ihm anwandte. Laut einem Mitarbeiter einer städtischen Jugendschutzorganisation, der den abgemagerten Säugling ins Krankenhaus brachte, sei die Mutter durch das Fasten „dem Wahnsinn verfallen“. Hazzard wurde im Zuge dieser Vorfälle wegen unerlaubten Praktizierens verhaftet, kam jedoch wenig später dank ihrer Zulassung wieder frei.
Im Juni 1909 erlag Blanche B. Tindall infolge von Hazzards Therapie einer tödlichen Bakteriämie. Im Herbst des Vorjahres war bereits ihr Baby in Hazzards Obhut gestorben. Im selben Monat verhungerte mit Viola F. Heaton eine weitere Patientin. Zudem wurde Eugene Stanley Wakelin, der Sohn eines britischen Aristokraten, auf dem Grundstück in Olalla tot aufgefunden. Die Polizei ging von einem Suizid durch einen Kopfschuss aus. Da Hazzard Wakelins Nachlassverwaltung übernahm, vermutete Lucien Agassiz, der Vize-Chef des britischen Konsulats von Tacoma, einen Mord aus Habgier, konnte das aber nicht beweisen. Im selben Jahr veröffentlichte Hazzard ein Sachbuch. Darin schrieb sie, dass in ihrer bisherigen Karriere nur elf ihrer über 1000 Patienten gestorben seien, zumal alle Autopsien einen natürlichen Tod bestätigt hätten.
Earl Edward Erdman führte während seiner Behandlung ab Anfang Februar 1910 ein Tagebuch, in dem er seinen Essensplan detailliert beschrieb. Zunächst aß er pro Tag eine große Orange und trank zwei klare Brühen. Später verringerte sich die Tagesportion auf ein bis vier kleine Orangen oder ein bis drei Tassen Tomatenbrühe. Erdman litt ab Mitte Februar unter anderem an Schwindel, Schlafstörungen und Rückenschmerzen. Am 28. März wurde er in eine Klinik eingeliefert und starb kurz vor einer geplanten Bluttransfusion. Die anderen in dem Jahr verstorbenen Patienten waren der Politiker L. E. Reader und Maude Whitney. Hazzard führte die Autopsien selbst durch und benannte einen Magenprolaps beziehungsweise eine chronische Pankreatitis als Todesursachen.
Hazzards mitunter tödliche Methoden wurden immer bekannter. Der Leiter der Gesundheitsbehörde von Seattle verkündete, nicht gegen sie vorgehen zu können, da sie eine gültige Zulassung besitze und sich ihre Patienten den Therapien freiwillig unterzögen. Die Beamten beobachteten dennoch seit Readers Tod verstärkt ihre Aktivitäten. Das lag auch daran, dass eine von der Behörde angeordnete Autopsie des Toten nicht stattfinden konnte, weil Hazzard seine Organe entsorgt hatte. Die Ärztekammer des Staates Washington wollte ihr die Zulassung aberkennen lassen, unterlag aber vor Gericht. Laut dem Sachbuchautor Gregg Olsen nannten die Anwohner in Olalla das Grundstück Starvation Heights, da ihnen gelegentlich ausgezehrte Patienten begegneten. Allerdings griffen sie nach eigener Aussage aus Angst vor Hazzard nicht ein. Daneben hätten die mehrheitlich aus Skandinavien eingewanderten, einkommensschwachen Bewohner angenommen, dass die relativ wohlhabende, gebürtige US-Amerikanerin wisse, was sie tue.
Im März 1911 suchte Frank S. Southard Hazzard auf. Mit der 35-tägigen Behandlung nahm er zwar wie von ihm angestrebt fast 35 Kilogramm ab, erlitt jedoch durch die Therapie ein Nierenversagen und kehrte nach zwei Wochen zu Hazzard zurück. Sie ordnete ein erneutes Fasten an, das ihn wenig später das Leben kostete. Die nächsten Todesopfer waren C. A. Harrison und der britische Geschäftsmann Ivan Flux. Letzterer bekam von Hazzard hunderte, bis zu sechs Liter Wasser fassende Einläufe verabreicht und musste Strecken von mehreren Meilen im Laufschritt zurücklegen. Nach 53 Tagen starb er an einer Lungenentzündung. In einem Brief an seine Angehörigen behauptete Hazzard, dass sein Tod eine Spätfolge seines Drogenkonsums gewesen sei.

### Fall der Williamson-Schwestern
Hazzards bekannteste Opfer waren zwei britische Schwestern. Während eines Urlaubs in Victoria sahen Claire und Dorothea Williamson eine Zeitungswerbung für ihr Buch. Die ältere Claire bat nach der Lektüre in einem Brief um einen Termin für sich und ihre Schwester im Sanatorium in Olalla. Hazzard stimmte in ihrem Antwortschreiben einer Behandlung zu und erklärte, dass die Einrichtung noch nicht fertig gebaut sei und die Geschwister vorläufig in Seattle unterkommen würden. Im Februar 1911 kamen die Williamsons in der Stadt an und wurden von Hazzard in eine Mietwohnung gebracht. Sie bekamen pro Tag zwei Tassen Brühe und gelegentlich kleine Portionen Orangensaft. Sie litten während der „Massagen“ und Verabreichungen der Einläufe unter großen Schmerzen, folgten Hazzards Anweisungen aber dennoch.
Nach zwei Monaten wogen die Schwestern etwa 32 Kilogramm, konnten nicht mehr selbstständig gehen und waren desorientiert. Hazzard verlegte beide in ihr Wohnhaus in Olalla und trennte sie voneinander. Claire versuchte in dieser Zeit mehrmals erfolglos zu fliehen, schaffte es jedoch, heimlich ein Telegramm an ihr früheres australisches Kindermädchen Margaret Conway zu senden, das sich kurz darauf auf den Weg in die USA machte. Wie Dorothea später schilderte, wollte Claire sie eines Abends sehen. Nachdem Hazzard das Gespräch der beiden immer wieder unterbrochen hatte, presste sie Claire hart auf den Bauch, worauf diese vermeintlich starb. Dorothea erfuhr tags darauf, dass ihre Schwester nur bewusstlos gewesen war und erst später starb.
Am 1. Juni traf Conway in Vancouver ein. Hazzards Ehemann holte sie ab und erklärte ihr, dass Claire gestorben war und Dorothea wahnsinnig geworden sei. Im Bestattungsinstitut in Seattle wurde Conway misstrauisch, da mehrere Körpermerkmale der Leiche nicht zur Verstorbenen passten. Später bekam sie von Hazzard in deren Praxis zu hören, dass Claires Organe infolge einer Medikamenteneinnahme in ihrer Kindheit geschrumpft seien, was schließlich zu einer fatalen Leberzirrhose geführt habe. Kurz darauf wurde die Leiche vorgeblich auf schriftlichen Wunsch von Claire eingeäschert.
Dorothea bat Conway nach deren Ankunft in Olalla sofort, sie ins Vereinigte Königreich zurückzubringen. Am nächsten Tag änderte Williamson jedoch ihre Meinung und lobte die Behandlung. Conway blieb bei ihr, versuchte, sie zum Gehen zu bewegen, und gab heimlich etwas Reis sowie Mehl in die Brühe. Einige Tage darauf durften die Patienten, die sonst nie miteinander Kontakt hatten und die meiste Zeit in den Hütten bleiben mussten, anlässlich des Unabhängigkeitstags draußen miteinander feiern. Zwei von ihnen ersuchten Conway, ihnen zu helfen, da sie auf Olalla gefangen gehalten würden.
In Hazzards Büro sah Conway Kleidung, Haushaltswaren und Schmuck im Wert von etwa 6.000 Dollar, die den Schwestern gehörten. Wie sich herausstellte, hatte Claire vor ihrem Tod eingewilligt, dem Ehepaar ihren gesamten Besitz zu vermachen, und sie zudem zu Dorotheas Vormund erklärt. Conway kündigte an, mit Dorothea nach Großbritannien zurückzukehren, was die Eheleute ablehnten. Kurze Zeit später schickte sie während deren kurzzeitiger Abwesenheit Dorotheas in Portland wohnendem Onkel John Herbert ein Telegramm. Er reiste unverzüglich nach Olalla und verhandelte stundenlang mit Hazzard. Sie ließ Dorothea schließlich gegen eine Zahlung in Höhe von 1.000 Dollar gehen.

## Gerichtsprozesse

### Vorbereitungen
Nach Dorotheas Genesung erfuhr sie von ihren Verwandten, dass Hazzard während ihrer Rekonvaleszenz über 500 Dollar von ihren Bankkonten abgebucht hatte. Sie beschloss, gegen sie juristisch vorzugehen. Ihr Onkel tat sich dafür mit Agassiz zusammen. Sie fanden heraus, dass Wakelin und Claire nicht die einzigen Patienten waren, die ihren Besitz Hazzard überlassen hatten. Mehrere der Verstorbenen waren wohlhabend und hatten ihr vollständig oder teilweise ihr Eigentum vermacht. Darunter befanden sich Reader, der ursprüngliche Besitzer des Grundstücks in Olalla, sowie Flux, dessen Vermögen nach seinem Tod nur 70 Dollar betrug. Der zuständige Staatsanwalt vom Kitsap County erklärte sich auf Druck von Agassiz bereit, einen Mordprozess einzuleiten. Daneben reichte Agassiz eine Zivilklage zur Aufhebung der Vormundschaft ein.

### Zivilprozess
Ab dem 21. Oktober 1911 fand der Prozess um die Vormundschaft statt. Hazzard behauptete, von Claire rechtmäßig zu Dorotheas Finanzverwalterin erklärt worden zu sein. Obwohl von ihr unterschriebene Schecks und Kontoauszüge einer in Vancouver ansässigen Bank das Gegenteil bewiesen, gab sie an, kein Geld von Dorotheas Konten abgehoben zu haben. Selbige schilderte, wie sie, als sie bereits durch den Nahrungsentzug deliriös war, von Hazzard regelmäßig überredet worden sei, ihr Schecks auszustellen. Ihre Fragen über die Verwendung des Gelds seien nicht beantwortet worden. Zudem habe Hazzard sie psychisch manipuliert und ihr auch auf mehrmalige Bitten hin keine feste Nahrung gegeben. An anderen Verhandlungstagen bezeichnete Hazzard Dorothea als „geistig beeinträchtigt“, was diese anfocht. Hazzard habe in Olalla weder mit ihr über die Übernahme der Vormundschaft gesprochen noch ihre geistige Verfassung untersucht, sondern sie grundlos „unzurechnungsfähig“ und „dauerhaft schwachsinnig“ genannt.
Daneben behauptete Dorothea, dass Hazzard nach Claires Tod ihr gegenüber mehrmals eine Schlucht in der Nähe des Grundstücks erwähnt habe. Nach ihrer Ansicht wollte Hazzard sie so zu einem Suizid bewegen. Am 26. Oktober entschied der Richter, die Vormundschaft aufzuheben, da Dorotheas Schilderungen glaubhaft seien. Zugleich forderte er Hazzard auf, ihr von den 1.750 Dollar hohen Behandlungskosten 973 zu erstatten.

### Strafprozess
Am 5. August 1911 wurde Hazzard wegen des Mordes an Claire Williamson verhaftet. Sie blieb nicht lange in Gewahrsam, da ihre Anhänger die Kaution von 10.000 Dollar aufbrachten. Als Termin für den Prozessbeginn in Port Orchard wurde der 15. Januar 1912 festgelegt. Am Tag davor fanden sich Hunderte Touristen im Ort ein, die dem Prozess folgen wollten. Deswegen waren die Zuschauerränge des Gerichtssaals voll besetzt. Im Publikum befanden sich ungewöhnlich viele Frauen. Sie sahen in Hazzard trotz der Vorwürfe aufgrund ihres selbstbewussten Auftretens und ihrer Karriere in einer damals typischen Männerdomäne ein Vorbild.
Nicht nur nationale Medien wie die The New York Times oder United Press International, sondern auch die internationale Presse berichteten über das Verfahren. Dadurch verbreitete sich der Spitzname Starvation Doctor (Hunger-Ärztin), unter dem Hazzard in Seattle bekannt war, sowohl im In- als auch im Ausland. Vor dem Prozess beteuerte sie gegenüber den Medien ihre Unschuld. Sie sei nur wegen ihres Status als erfolgreiche Frau sowie des Neids traditioneller Ärzte auf ihre alternativen Heilmethoden angeklagt. Hazzard sagte auf Anweisung ihrer Anwälte nicht aus, wurde jedoch vom Richter zurechtgewiesen, weil sie mehreren Zeugen Handzeichen gab. Ein paar von ihnen entlasteten sie, unter anderem einige ihrer Angestellten und Angehörige ihrer verstorbenen Patienten. Hingegen belasteten andere Zeugen Hazzard schwer. Dazu gehörten neben Conway, Herbert und Dorothea manche ihrer Krankenschwestern, die beschrieben, wie sich die Patienten am Badewasser verbrühten, von Hazzard eher verprügelt als massiert wurden und die Williamsons während der Verabreichung der Einläufe regelmäßig das Bewusstsein verloren.
Auch Zeugen der Verteidigung erwiesen sich für Hazzard als nicht hilfreich. Der Arzt Steven Olmstead, der behauptete, in ihrem Auftrag die Autopsie von Claire durchgeführt und eine Magenlähmung festgestellt zu haben, gab im Kreuzverhör zu, keine Expertise als Pathologe zu haben. William Borthwick, der Eigentümer des Bestattungsinstituts, in dem Claire aufbewahrt wurde, schilderte, wie er, Hazzard und Olmstead ihre Leiche obduzierten. Er verneinte die Frage, ob er ein ausgebildeter Arzt oder Pathologe sei. Die Staatsanwaltschaft beschuldigte ihn zudem, Hazzard beim Diebstahl von Claires Schmuck unterstützt zu haben. Beweise dafür waren Ringe, die vor dem Transport der Leiche ins Institut an ihren Fingern steckten und in Hazzards Schmuckkästchen gefunden wurden. Zudem hatte Hazzard Claires im Bestattungsinstitut entfernte, vergoldete Zahnfüllungen und -kronen einem örtlichen Zahnarzt verkauft.
Der Verdacht, wonach Borthwick Claires Leiche gegen eine andere ausgetauscht hatte, um ihren Hungertod zu verheimlichen, blieb unbewiesen. Dafür legte die Staatsanwaltschaft Schriftstücke vor, die den Vorwurf des Mordes aus Profitgier untermauerten. Darunter befanden sich gefälschte Schecks und ein angeblich von Claire verfasster Tagebucheintrag sowie ihr Testament, die in Wahrheit von Hazzard geschrieben wurden. Am 5. Februar verkündeten die Geschworenen das Urteil. Sie befanden Hazzard für schuldig, allerdings nicht des Mordes, sondern des weniger schwerwiegenden Manslaughter. Sie wurde dafür zu zwei bis 20 Jahren Haft im Gefängnis von Walla Walla verurteilt. In der Öffentlichkeit wurde spekuliert, dass Hazzard aufgrund ihres Geschlechts einem Mordurteil und somit der Todesstrafe entgangen sei.

### Berufungsprozess
Hazzards Anwälte legten noch am Tag der Urteilsverkündung Berufung ein. Da die Kaution erneut für sie beglichen wurde, blieb sie in Freiheit. Sie nahm nicht lange nach Fällung des Urteils ihre berufliche Tätigkeit wieder auf. Am 1. Juli 1912 hatte ihr die Ärztekammer des Staates Washington zwar die Zulassung als Alternativmedizinerin entzogen, allerdings protestierten ihre Anwälte erfolgreich dagegen, da laut Gesetz nur bereits rechtskräftig Verurteilte ihre Zulassung verlieren konnten.
Hazzard hatte weiterhin viele Patienten. Dazu gehörte Ida Anderson. Ihr erstes Kind war kurz nach der Geburt gestorben, nachdem eine Krankenschwester es mit Hazzards Methoden behandelt hatte. Nach der Geburt ihres zweiten Babys begab sich Anderson dennoch heimlich mit ihm nach Olalla. Nach ungefähr zwei Wochen starb sie im März 1913, während der Säugling knapp überlebte. Als der Witwer die stark geschminkte Leiche in Borthwicks Bestattungsinstitut sah, vermutete er eine Vertuschung der wahren Todesursache und verlangte eine offizielle Obduktion. Bei der Autopsie fanden sich im Magen große Mengen Alaun, das die Magenmembran schrumpfen ließ, weswegen ein Hungertod diagnostiziert wurde.
Wenige Tage danach wurde der Pathologe des Kitsap County nach Olalla bestellt, wo Mary Bailey gestorben war. Als der Sachverständige von ihrem unauffindbaren Schmuck und Behandlung bei Hazzard erfuhr, musste diese erneut vor Gericht erscheinen. Sie behauptete, mit Bailey nur befreundet gewesen zu sein, obgleich die Verstorbene in ihrem Tagebuch erwähnte, sich einer „Fasten-Kur bei Dr. H.“ zu unterziehen. Hazzard gab erneut bereits bestehende Organschäden als Todesursache an, was drei Sachverständige widerlegten. Zudem bestritt ein Bekannter der Toten Hazzards Behauptung, wonach sie Baileys Wertsachen nicht an sich genommen, sondern ihm überlassen habe. Die Staatsanwaltschaft leitete aufgrund der Annahme, dass Hazzard sowieso spätestens am Jahresende inhaftiert werden würde, kein Strafverfahren ein.
Am 24. Oktober starb Fred Ebbeson nach einem 49-tägigen Fasten in Olalla. Die Behandlung wurde nicht von Hazzard, sondern einer ihrer Angestellten beaufsichtigt. Sie hatte sich wegen Ebbesons Armut geweigert, sich seiner anzunehmen. Kurz darauf wurde ihre dritte und somit letztmögliche Berufung vom Obersten Gerichtshof des Bundesstaates Washington abgelehnt, so dass sie Ende Dezember die Haft antrat.

## Werdegang nach der Haftentlassung
Bald nach Hazzards Inhaftierung forderten Unterstützer in Briefen ihre Freilassung. Zudem wurde eine ähnliche Petition aus Neuseeland an die Behörden in Seattle überreicht. Die Bemühungen waren nicht erfolgreich, woraufhin Hazzard mehrere Bewährungsanträge stellte. Das zuständige Komitee lehnte diese ab, da Häftlinge laut Gesetz mindestens eineinhalb Jahre verbüßen mussten. Am 19. Dezember 1915 bewilligte Ernest Lister, der damalige Gouverneur von Washington, die Bewährungsanträge mehrerer Strafgefangener, darunter den von Hazzard. Daher konnte sie das Gefängnis eine Woche später verlassen.
Nach ihrer Entlassung strebte Hazzard eine Begnadigung durch Lister an, die er Anfang Juli 1916 gewährte. Ihre Zulassung erhielt sie jedoch nicht zurück. Kurz darauf wanderten sie und ihr Ehemann nach Neuseeland aus. In Auckland eröffnete Hazzard neue Praxen und bezeichnete sich abwechselnd als Ärztin, Diätassistentin sowie Osteopathin. 1918 kam sie wegen Praktizierens ohne Zulassung vor Gericht, weil sie sich in einer Annonce eine in den USA zugelassene Ärztin und in einer Broschüre „Dr. Hazzard“ nannte. Sie erklärte, dass Osteopathie in den USA eine anerkannte Wissenschaft sei, gestand aber gleichwohl, in Neuseeland keinen Doktortitel tragen zu dürfen. Hazzard wurde zu einer Geldstrafe in Höhe von fünf Pfund verurteilt.
Hazzard verdiente sowohl mit ihren Praxen als auch mit dem Verkauf eines weiteren Sachbuchs ein Vermögen. Deswegen kehrten sie und Samuel 1920 nach Olalla zurück. Dort eröffnete sie schließlich ihr Sanatorium. Wegen ihrer fehlenden Zulassung nannte Hazzard es School of Health (Gesundheitsschule) und unterrichtete dort angehende Alternativmediziner. Daneben behandelte sie weiter Patienten und richtete eine eigene Pathologie ein, um Obduktionen selbst vornehmen zu können. Die Anwohner standen Hazzard im Vergleich zur Vergangenheit positiver gegenüber. Das lag an ihrem Engagement für die Gemeinschaft, unter anderem an ihren Stipendien für lokale Schüler sowie ihrem Einsatz für eine bessere Infrastruktur.
Im April 1922 wurde Hazzard nach Los Angeles bestellt, um bei einer alternativmedizinischen Behandlung zu helfen. Dort wurde sie wegen Praktizierens ohne Zulassung verhaftet, aber kurz darauf wieder freigelassen. Drei Jahre später wurde sie in Seattle wegen desselben Vergehens zu einer Geldstrafe von 100 Dollar verurteilt, nachdem ihr Patient Leonard Ritter nach einem 84-tägigen Fasten gestorben war. Sie stand in den folgenden Jahren wegen des Praktizierens als Ärztin sowie Osteopathin ohne Zulassung immer wieder vor Gericht.

## Lebensende
Im Laufe der Jahre sank die Zahl von Hazzards Patienten stetig. 1935 waren weniger als ein Dutzend der 100 Betten in der School of Health belegt. Im selben Jahr brannte das Gebäude aus unbekannter Ursache nieder. Drei Jahre darauf litt Hazzard unter einer nicht näher bekannten Krankheit. Sie beschloss, sich mit ihrer eigenen Methode selbst zu behandeln, und starb am 26. Juni 1938 den Hungertod.

## Nachwirkung

### Einstufung als Serienmörderin
Es ist nicht genau erwiesen, wie viele Personen in Hazzards Obhut starben, da sie zu keiner Zeit Patientenverzeichnisse führte. Schätzungen von Historikern reichen von 24 bis 40 Todesopfern, während Anwohner in Olalla von Hunderten Toten ausgehen. Aufgrund dessen galt sie bereits zu Lebzeiten nicht nur als Betrügerin und Quacksalberin, sondern auch als Serienmörderin. In der Gegenwart wird Hazzard ebenfalls oft als Hochstaplerin und Serienmörderin bezeichnet sowie mit Serienverbrecherinnen oder Medizinern, die ihre Patienten ermordeten, verglichen. Einige Personen gehen jedoch davon aus, dass sie die Patienten nicht absichtlich verhungern ließ, sondern ihnen helfen und die schädlichen Auswirkungen ihrer Therapie nicht wahrhaben wollte. Olsen stimmt dieser Ansicht teilweise zu. Hazzard sei vom Potential des Fastens überzeugt gewesen, habe jahrelang darüber geforscht und sich selbst als Wissenschaftlerin betrachtet, die vor einem medizinischen Durchbruch stand, der vielen Menschen das Leben retten würde. Sie sei sich im Klaren darüber gewesen, dass einige Patienten ihrer Therapie erliegen würden. Allerdings habe sie das als Notwendigkeit betrachtet, um so ihre Methoden verbessern zu können.

### Dokumentarische und künstlerische Verarbeitung
1997 veröffentlichte Olsen das Sachbuch Starvation Heights: A True Story of Murder and Malice in the Woods of the Pacific Northwest über die Todesfälle in Olalla. Durch das Buch entwickelte sich Hazzards ehemaliges Grundstück zu einer bis in die Gegenwart besuchten Touristenattraktion, in der es spuken soll.
Die von Hazzard verursachten Todesfälle werden seit den 2000er Jahren regelmäßig in Dokumentarformaten behandelt. Dazu gehörten die Serien Deadly Women – Wenn Frauen zu Mörderinnen werden des Discovery Channel, Das Medium und der Cop – Paranormale Fälle und Mysterien im Museum vom Travel Channel, Stadt Land Kunst von Arte sowie mehrere Podcasts, darunter Brutal Nation, Lore und Stuff You Missed in History Class.
Im Oktober 2019 wurde am Londoner Park Theatre das von der Dramatikerin Kate Barton verfasste Stück Fast über den Fall der Williamson-Schwestern uraufgeführt. Hazzard wurde darin von der britischen Schauspielerin Caroline Lawrie verkörpert.
Olsen erwarb mehrere Gegenstände aus Hazzards ehemaligem Haus, das 2015 wegen seiner Baufälligkeit abgerissen wurde. Sie werden seit der Eröffnung im Jahr 2021 in einem von Olsen und seiner Ehefrau geführten Museum in Olalla ausgestellt. Dazu gehören die Badewanne und das Bügelbrett, die Hazzard als Autopsietische verwendete, ihre chirurgischen Instrumente sowie ein Exemplar ihres ersten Sachbuchs.